# CB&Q 9906–9907
A CB&Q 9906–9907 egy B-B+B-B tengelyelrendezésű áramvonalas dízelmozdony-sorozat volt, melyet az amerikai General Motors Electro-Motive Division gyártott. A motorvonatból összesen két db-ot gyártottak 1936-ban. Az 50-es évek végére mindkettőt selejtezték.